# Gol com rede vazia

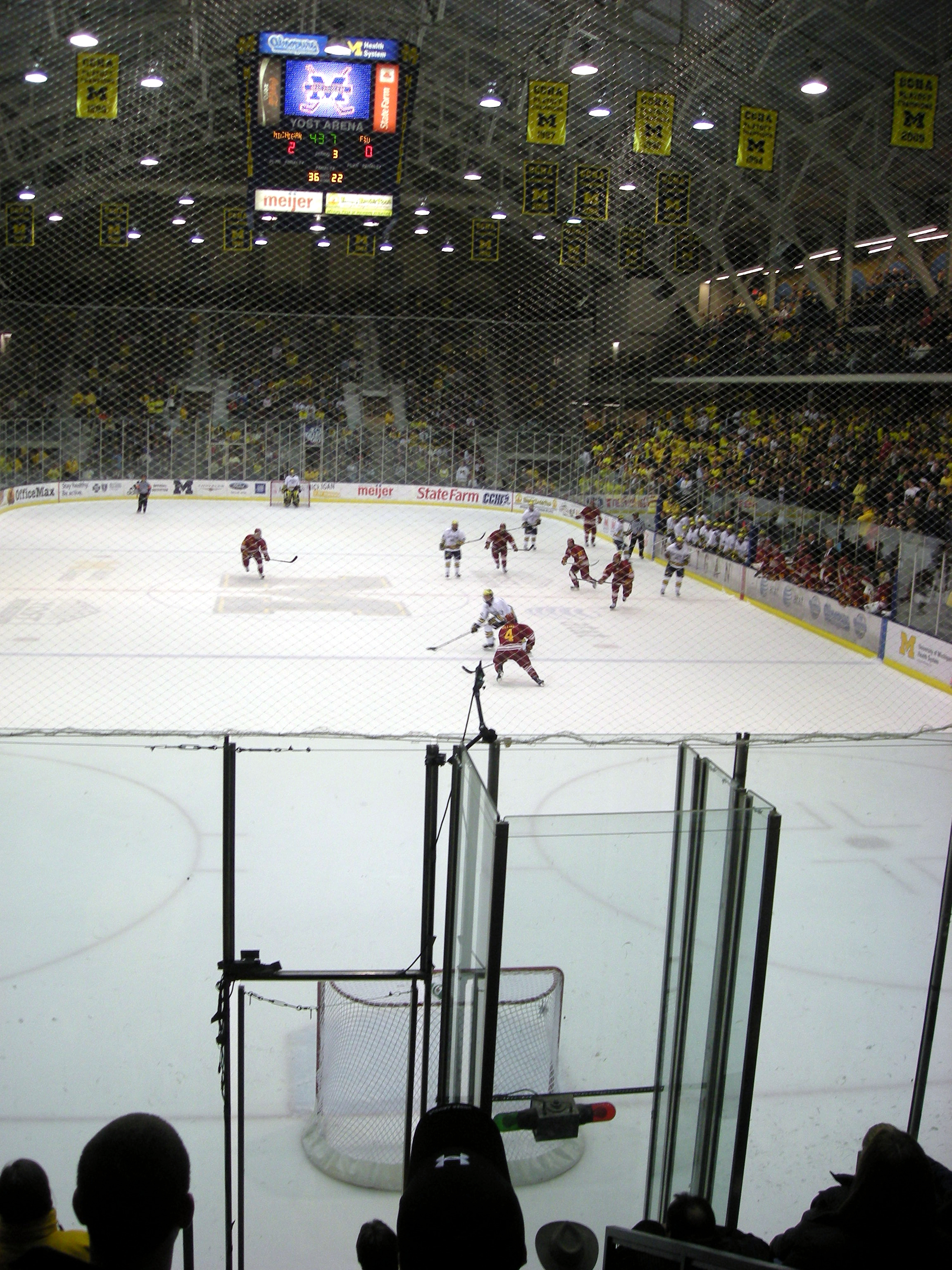
Os Michigan Wolverines tentam um gol vazio contra os Ferris State Bulldogs.

Um gol com rede vazia, ou coloquialmente um gol vazio, ocorre em vários esportes coletivos quando um time marca um gol em uma rede sem nenhum goleiro presente. Além disso, se um goleiro é puxado e o outro time marca, o goleiro não é creditado com um gol contra eles.

## Hóquei no gelo
Os gols vazios normalmente ocorrem em duas ocasiões no hóquei no gelo:
1. Nos minutos finais de um jogo, se uma equipe estiver a menos de dois gols, muitas vezes puxará o goleiro, deixando a rede indefesa, para um atacante extra, a fim de ter uma melhor chance de marcar para empatar ou chegar a um gol . No entanto, se o time que está na frente ganha o controle do disco, eles costumam atirar na rede vazia após limpar o gelo central. É menos comum uma equipe atirar de sua própria zona em uma rede vazia porque a formação de gelo pode ocorrer se o atirador errar a rede. Em algumas circunstâncias, uma equipe também pode puxar seu goleiro quando estiver com uma vantagem de dois homens, mesmo não se aproximando do final do jogo, para ganhar uma vantagem de seis a três atacantes para aumentar ainda mais as chances de marcar.
2. No caso de uma penalidade retardada, o time não infrator frequentemente puxará seu goleiro para um atacante extra nesta situação também. Os gols vazios que são marcados neste caso são gols contra acidentais porque o apito soaria se o time infrator tocasse o disco. Um gol contra é normalmente marcado quando um atacante do time não infrator passa para trás para um defensor que não está em posição, e o disco desliza por todo o gelo até a própria rede do time, ou quando jogadores do time não infrator estão sendo pressionados em seu próprio campo e acidentalmente bate na rede. Este gol é creditado ao último jogador da equipe pontuadora que tocou no disco.

## Estatísticas do goleiro
Gols vazios são cobrados do goleiro que estava anteriormente na rede como gols vazios contra (abreviado como EN, ENG ou ENA em inglês). Gols vazios não contam contra os gols de um goleiro em relação à média ou sua porcentagem de defesa, mas são rastreados separadamente. Um goleiro pode, no entanto, ser creditado com uma perda em consequência  de um gol vazio (por exemplo, se um time está perdendo por um gol, puxa seu goleiro, sofre um gol vazio, mas então marca outro, mas não marca um gol de empate antes que o tempo expire; como nenhum goleiro estava no gelo para o gol da vitória do jogo, a perda é atribuída ao último goleiro no gelo). Em um caso incomum, o goleiro Adam Wilcox, em sua única partida na NHL até o momento, não sofreu nenhum gol, mas foi creditado com a derrota por causa do cenário mencionado. 

## Futebol
Um gol vazio pode ocorrer no futebol em uma situação em que um time está perdendo por um gol no final de um jogo em que a diferença de gols não é um fator relevante, como em uma competição de copa. Muitas vezes, nessas situações, o goleiro do time perdedor vai para a área de ataque de seu time durante uma bola parada, como um escanteio . Nesse caso, é possível que a equipe defensora faça um gol para o gol vazio se conseguir obter a posse da bola.
Exemplos disso incluem Xabi Alonso marcando pelo Liverpool contra Luton Town na FA Cup,  Ryan McCann marcando pelo Queen of the South contra Dundee na Copa da Escócia,  Son Heung-min marcando pela Coreia do Sul contra a Alemanha no Copa do Mundo FIFA 2018 e Pity Martínez marcando o último gol de sua equipe contra o Boca Juniors na segunda mão da Copa Libertadores de 2018 no Estádio Santiago Bernabéu 

## Handebol
Com as mudanças de regras na década de 2010, o goleiro também pode ser puxado no handebol. Ao contrário dos exemplos do futebol e do hóquei no gelo, isso não é feito apenas em situações desesperadoras perto do final de um jogo, pois marcar um gol com um goleiro na rede é mais fácil no handebol do que no hóquei no gelo ou futebol. A perda de posse de bola e a incapacidade de fazer o goleiro voltar a tempo quase sempre resulta em um gol vazio.